# Výbor pro evropské záležitosti Poslanecké sněmovny Parlamentu České republiky
Výbor pro evropské záležitosti Poslanecké sněmovny Parlamentu ČR je jedním z výborů, které je Poslanecká sněmovna povinna zřídit na začátku každého volebního období.
Ve volebním období 2013–2017 ho vedl Ondřej Benešík z (KDU-ČSL).

## Předsedové výboru v historii

### Výbor pro evropské záležitosti
V letech 1998–2004: Výbor pro evropskou integraci
| Předseda         | Strana | Strana  | Doba vykonávání úřadu | Foto                  |
| ---------------- | ------ | ------- | --------------------- | --------------------- |
| Jaroslav Zvěřina |        | ODS     | 1998–2002             |                       |
| Pavel Svoboda    |        | US-DEU  | 2002–2006             |                       |
| Ondřej Liška     |        | SZ      | 2006–2007             |                       |
| Kateřina Jacques |        | SZ      | 2009–2010             |                       |
| Jan Bauer        |        | ODS     | 2010–2013             |                       |
| Ondřej Benešík   |        | KDU-ČSL | 2013–2017             | Není dostupný portrét |
| Ondřej Benešík   |        | KDU-ČSL | 2017–2021             |                       |
| Ondřej Benešík   |        | KDU-ČSL | 2021–dosud            |                       |

## Výbor pro evropské záležitosti (24.11.2017 – 21.10.2021)

### Místopředsedové výboru
- Přemysl Mališ
- Mgr. Mikuláš Peksa (člen a místopředseda do 6. 6. 2019)
- PhDr. Ing. Mgr. et Mgr. Jiří Valenta
- JUDr. Ondřej Veselý
- Mgr. Lubomír Volný

## Výbor pro evropské záležitosti (27.11.2013 – 26.10.2017)

### Místopředsedové výboru
- Prof. PhDr. Petr Fiala, Ph.D., LL.M.
- Mgr. Igor Jakubčík
- Mgr. Helena Langšádlová
- Pavel Ploc
- Ing. Josef Šenfeld
- Mgr. Dana Váhalová
- Ing. Kristýna Zelienková

## Výbor pro evropské záležitosti (24.06.2010 – 28.08.2013)

### Místopředsedové výboru
- Ing. Jaroslav Lobkowicz
- Mgr. Soňa Marková
- Ing. František Novosad
- Mgr. Jana Suchá
- Ing. Josef Šenfeld

## Výbor pro evropské záležitosti (12.09.2006 – 03.06.2010)

### Místopředsedové výboru
- Ing. Jan Bauer
- Mgr. Anna Čurdová
- Ing. Gabriela Kalábková
- Ing. Petr Krill
- Mgr. Soňa Marková

## Výbor pro evropské záležitosti (24.09.2004 – 15.06.2006)

### Místopředsedové výboru
- Mgr. Anna Čurdová
- Ing. Jaromír Kohlíček, CSc.
- Ing. Petr Krill
- Ing. Petr Lachnit, CSc.
- Mgr. Soňa Marková
- RNDr. Petr Nečas
- Dr. Libor Rouček
- Doc.MUDr. Jaroslav Zvěřina, CSc.

## Výbor pro evropskou integraci (16.07.2002 – 12.05.2004)

### Místopředsedové výboru
- Ing. Jaromír Kohlíček, CSc.
- Ing. Petr Lachnit, CSc.
- RNDr. Petr Nečas
- Dr. Libor Rouček
- Doc.MUDr. Jaroslav Zvěřina, CSc.

## Výbor pro evropskou integraci (22.07.1998 – 20.06.2002)

### Místopředsedové výboru
- Ing. Vladimír Laštůvka
- Ing. Olga Sehnalová
- Ing. Pavel Svoboda
- Ing. Jan Zahradil